# Джовіано Чепаніко
Джовіано Чепаніко Іпато (італ. Gioviano Ceparico Ipato) — magister militum, який керував Венецією в 741 році.

## Біографія
Звався Йовіаном Цепарієм (лат. Jovian  Ceparius). 741 року змінив на посаді військового магістра Теодата Іпата. Згідно хроніста Джованні Диякона керував мудро, але не зміг запобігти новому конфлікту між знаттю міст Гераклея і Еквілій через суперництво за фортецю Вежа Каліга, яка контролювала важливий канал Каліго (йшов від річки Сіле). 
Надав допомогу екзарху Євтіхію у відвоюванні Равенни, за що отримав титул іпата. 742 року його на посаді заміник Іоанн Фабріак